# Emily Stowe
Emily Stowe (ur. 1 maja 1831 w Norwich, zm. 30 kwietnia 1903 w Toronto) – kanadyjska lekarka i nauczycielka, sufrażystka, teozofka, pierwsza kobieta wykonująca zawód lekarza w Kanadzie.
Emily Howard Jennings urodziła się na farmie w Norwich w 1831 roku, jako pierwsza z sześciu córek. Jej matka była dobrze wykształconą kobietą, dbała o dobre wykształcenie swoich córek. Sądziła, że poziom nauczania w lokalnych szkołach jest niski, uczyła więc sama wszystkie swoje córki. Emily w wieku 15 lat sama została nauczycielką w małej szkole w pobliskiej miejscowości i kontynuowała pracę przez siedem lat.
Emily Stowe była jedną z dwóch pierwszych kobiet (razem z Jenny Trout) przyjętych na wydział lekarski Uniwersytetu w Toronto. Jednakże zrezygnowała z wzięcia udziału w egzaminach, aby zaprotestować przeciw poniżającym wobec tych dwóch kobiet zachowaniom władz uczelni. W 1867 roku ukończyła studia medyczne w Medical College for Women w Nowym Jorku. Po powrocie do Kanady podjęła praktykę medyczną, ale formalną licencję lekarza w Kanadzie otrzymała dopiero w 1880 roku. W 1889 roku założyła Dominion Women's Enfranchisement Association i została pierwszym prezesem tego stowarzyszenia.